# Ildefonso Ríos
Ildefonso Ríos Camacho es un futbolista mexicano. 
Jugó en la selección de fútbol de México que participó en la Copa Mundial de Fútbol Juvenil de 1981, jugando contra Egipto, España y Alemania, y anotando un gol contra la selección de Egipto.  